# Gloucester (ort i Australien)
Gloucester är en ort i Australien. Den ligger i kommunen Gloucester Shire och delstaten New South Wales, i den sydöstra delen av landet, omkring 220 kilometer norr om delstatshuvudstaden Sydney. Antalet invånare är 3 103.
Trakten runt Gloucester är nära nog obefolkad, med mindre än två invånare per kvadratkilometer.. Gloucester är det största samhället i trakten.
I omgivningarna runt Gloucester växer i huvudsak städsegrön lövskog. Genomsnittlig årsnederbörd är 1 554 millimeter. Den regnigaste månaden är februari, med i genomsnitt 287 mm nederbörd, och den torraste är oktober, med 44 mm nederbörd.